# Scotorythra paratactis
Scotorythra paratactis är en fjärilsart som beskrevs av Edward Meyrick 1899. Scotorythra paratactis ingår i släktet Scotorythra och familjen mätare. IUCN kategoriserar arten globalt som otillräckligt studerad. Inga underarter finns listade.